# Bågskytte vid panamerikanska spelen
Bågskytte vid panamerikanska spelen har avgjorts sedan 1979.

## Historisk överblick över grenar
| Grenar / År                  | 1979 | 1983 | 1987 | 1991 | 1995 | 1999 | 2003 | 2007 | 2011 | 2015 | 2019 |
| ---------------------------- | ---- | ---- | ---- | ---- | ---- | ---- | ---- | ---- | ---- | ---- | ---- |
| Damernas tävling             | X    | X    | X    | X    | X    | X    | X    | X    | X    | X    | X    |
| Damernas lagtävling          | X    | X    | X    | X    | X    | X    | X    | X    | X    | X    | X    |
| Damernas tävling – 30 meter  |      | X    | X    | X    |      |      |      |      |      |      |      |
| Damernas tävling – 50 meter  |      | X    | X    | X    |      |      |      |      |      |      |      |
| Damernas tävling – 60 meter  |      | X    | X    | X    |      |      |      |      |      |      |      |
| Damernas tävling – 70 meter  |      | X    | X    | X    |      |      |      |      |      |      |      |
| Herrarnas tävling            | X    | X    | X    | X    | X    | X    | X    | X    | X    | X    | X    |
| Herrarnas lagtävling         | X    | X    | X    | X    | X    | X    | X    | X    | X    | X    | X    |
| Herrarnas tävling – 30 meter |      | X    | X    | X    |      |      |      |      |      |      |      |
| Herrarnas tävling – 50 meter |      | X    | X    | X    |      |      |      |      |      |      |      |
| Herrarnas tävling – 70 meter |      | X    | X    | X    |      |      |      |      |      |      |      |
| Herrarnas tävling – 90 meter |      | X    | X    | X    |      |      |      |      |      |      |      |

## Medaljsammanfattning

### Damernas tävlingar

#### Damernas individuella tävling
| Spel                | Guld                     | Silver                            | Brons                  |
| San Juan 1979       | Lynette Johnson (USA)    | Carol Strausburg (USA)            | Joan McDonald (CAN)    |
| Caracas 1983        | Ruth Rowe (USA)          | Deborah Ochs (USA)                | Linda Kazienko (CAN)   |
| Indianapolis 1987   | Denise Parker (USA)      | Trena King (USA)                  | Eva Bueno (CUB)        |
| Havanna 1991        | Denise Parker (USA)      | Jennifer O'Donnell (USA)          | Aurora Bretón (MEX)    |
| Mar del Plata 1995  | Janet Dykman (USA)       | Victor Wunderle (USA)             | Marisol Bretón (MEX)   |
| Winnipeg 1999       | Yaremis Pérez (CUB)      | Denisse van Lamoen (CHI)          | Denise Parker (USA)    |
| Santo Domingo 2003  | Jennifer Nichols (USA)   | Claudia Lissette Landaverde (ESA) | Stephanie Miller (USA) |
| Rio de Janeiro 2007 | Jennifer Nichols (USA)   | Aída Román (MEX)                  | Ana Maria Rendon (COL) |
| Guadalajara 2011    | Alejandra Valencia (MEX) | Miranda Leek (USA)                | Aída Román (MEX)       |
| Toronto 2015        | Khatuna Lorig (USA)      | Ana Rendón (COL)                  | Karla Hinojosa (MEX)   |

#### Damernas lagtävling
| Spel                | Guld                                                                | Silver                                                                | Brons                                                          |
| San Juan 1979       | USA · Lynette Johnson · Carol Strausburg · Judy Adams               | Kanada · Joan McDonald · Linda Kazienko · Marie Pitre                 | Brasilien · Arci Kempner · Claudia Nunez · Daisy Schmidt       |
| Caracas 1983        | USA · Ruth Rowe · Deborah Ochs · Luann Ryon                         | Kanada · Linda Kazienko · Lucile Lemay · Rose Baker                   | Brasilien · Martha Emilio · Claudia Vasques · Angela Fernandez |
| Indianapolis 1987   | USA · Denise Parker · Trena King · Michelle Borders                 | Mexiko · Aurora Bretón · María Fernández · Ofelia Avila               | Kuba · Eva L. Bueno · Jackeline Fiffe · Maria Cueto            |
| Havanna 1991        | USA · Kitty Frazier · Jennifer O'Donnell · Denise Parker            | Mexiko · Aurora Bretón · Alejandra Garcia · Mirian Veliz              | Kuba · Jackeline Fiffe · Eva L. Bueno · Yunisbel Gonzalez      |
| Mar del Plata 1995  | USA · Janet Dykman · Denise Parker · Ruth Rowe                      | Kuba · Jacquelin Fernandez · Yusnilda Garcia Torres · Lorelys Lorenzo | Kanada · Veronique Dufour · Caroline Lebrecque · Sylvie Plante |
| Winnipeg 1999       | USA · Janet Dykman · Katie Loesch · Denise Parker                   | Kuba · Milena Ferro Mariyon · Yaramis Perez · Adia Zamora             | Mexiko · Belle Amador · Marisal Breton · Erika Reyes           |
| Santo Domingo 2003  | USA · Janet Dykman · Stephanie Miller · Jennifer Nichols            | Mexiko · Marisol Bretón · Zelma Novelo · Erika Reyes                  | Venezuela · Leydi Brito · Vanessa Chacón · Rosanna Rosario     |
| Rio de Janeiro 2007 | Colombia · Ana María Rendón · Sigrid Romero · Natalia Sánchez       | Kanada · Marie-Pier Beaudet · Kristen Niles · Kateri Vrakking         | USA · Jennifer Nichols · Lindsey Pian · Karen Scavotto         |
| Guadalajara 2011    | Mexiko · Aída Román · Alejandra Valencia · Mariana Avitia           | USA · Khatuna Lorig · Miranda Leek · Heather Koehl                    | Kuba · Maydenia Sarduy · Orquidea Quesada · Larissa Pagan      |
| Toronto 2015        | Colombia · Ana Rendón · Natalia Sánchez · Maira Alejandra Sepulveda | Mexiko · Karla Hinojosa · Aída Román · Alejandra Valencia             | USA · Ariel Gibilaro · Khatuna Lorig · La Nola Pritchard       |

### Herrarnas tävlingar

#### Herrarnas individuella tävling
| Spel                | Guld                   | Silver                    | Brons                     |
| San Juan 1979       | Rodney Baston (USA)    | Darrell Pace (USA)        | Stan Siatkowski (CAN)     |
| Caracas 1983        | Darrell Pace (USA)     | Richard McKinney (USA)    | Renato Emilio (BRA)       |
| Indianapolis 1987   | Jay Barrs (USA)        | Denis Canuel (CAN)        | Darrell Pace (USA)        |
| Havanna 1991        | Darrell Pace (USA)     | Edwin Eliason (USA)       | Ricardo Rojas (MEX)       |
| Mar del Plata 1995  | Edwin Eliason (USA)    | Victor Wunderle (USA)     | Robert Rusnov (CAN)       |
| Winnipeg 1999       | Jason McKittrick (USA) | Victor Wunderle (USA)     | Butch Johnson (USA)       |
| Santo Domingo 2003  | Victor Wunderle (USA)  | Guy Krueger (USA)         | José Ricardo Merlos (ESA) |
| Rio de Janeiro 2007 | Adrian Puentes (CUB)   | Juan Carlos Stevens (CUB) | Victor Wunderle (USA)     |
| Guadalajara 2011    | Brady Ellison (USA)    | Crispin Duenas (CAN)      | Daniel Pineda (COL)       |
| Toronto 2015        | Luis Álvarez (MEX)     | Brady Ellison (USA)       | Jason Lyon (CAN)          |

#### Herrarnas lagtävling
| Spel                | Guld                                                                 | Silver                                                          | Brons                                                                     |
| San Juan 1979       | USA · Rodney Baston · Darrell Pace · Richard McKinney                | Kanada · Stan Siatkowski · Daniel Desnoyers · Cristian Smith    | Mexiko · Rubén Ramírez · Luis Beristain · Carlos Roldan                   |
| Caracas 1983        | USA · Darrell Pace · Richard McKinney · Edwin Eliason                | Kanada · Roger Lemay · Daniel Desnoyers · Eric Amon             | Mexiko · Carlos Moza · Adolfo González · Javier Rivera                    |
| Indianapolis 1987   | USA · Richard McKinney · Jay Barrs · Darrell Pace                    | Mexiko · Jose Anchondo · Adolfo González · Eduardo Padilla      | Kanada · Denis Canuel · David Viney · John McDonald                       |
| Havanna 1991        | USA · Eric Brumlow · Edwin Eliason · Darrell Pace                    | Mexiko · Eduardo Messmacher · Ricardo Rojas · J.Andrés Anchondo | Kuba · Miguel Leon · Waldo Suarez · Alfonso Donate                        |
| Mar del Plata 1995  | USA · Edwin Eliason · Richard McKinney · Victor Wunderle             | Argentina · Pablo Basgall · Marcelo Cavagliato · Marcelo Grillo | Kanada · Robert Rusnov · Jeannot Robitaile · Kevin Sally                  |
| Winnipeg 1999       | USA · Butch Johnson · Jason McKittrick · Victor Wunderle             | Kanada · David Dalziel · Shawn Riggs · Robert Rustnov           | Kuba · Juan Stevens Caminero · Isvely Arias Castillo · Yasell Allue Ochoa |
| Santo Domingo 2003  | USA · Guy Krueger · Glenn Meyers · Vic Wunderle                      | Mexiko · Jorge Chapoy · Juanjo Serrano · Luiz Velez             | El Salvador · Cristobal Merlos · José Ricardo Merlos · Miguel Veliz       |
| Rio de Janeiro 2007 | USA · Brady Ellison · Butch Johnson · Vic Wunderle                   | Kanada · Crispin Duenas · Jason Lyon · Hugh MacDonald           | Mexiko · Jorge Chapoy · Juan René Serrano · Eduardo Vélez                 |
| Guadalajara 2011    | USA · Joe Fanchin · Brady Ellison · Jake Kaminski                    | Mexiko · Juan René Serrano · Eduardo Vélez · Pedro Vivas        | Kuba · Juan Carlos Stevens · Hugo Franco · Jaime Quintana                 |
| Toronto 2015        | Mexiko · Juan René Serrano · Ernesto Horacio Boardman · Luis Álvarez | USA · Zach Garrett · Brady Ellison · Collin Klimitchek          | Brasilien · Marcus Vinicius D'Almeida · Bernardo Oliveira · Daniel Xavier |

### Upphörda grenar

#### Damernas tävling – 30 meter
| 30 meter           | Guld                | Silver              | Brons                |
| Caracas 1983       | Luann Ryon (USA)    | Ruth Rowe (USA)     | Linda Kazienko (CAN) |
| Havanna 1991       | Denise Parker (USA) | Kitty Frazier (USA) | Aurora Bretón (MEX)  |
| Mar del Plata 1995 | Denise Parker (USA) | Janet Dykman (USA)  | María Reyes (PUR)    |

#### Damernas tävling – 50 meter
| 50 meter           | Guld                | Silver              | Brons                |
| Caracas 1983       | Deborah Ochs (USA)  | Luann Ryon (USA)    | Linda Kazienko (CAN) |
| Havanna 1991       | Janet Dykman (USA)  | Denise Parker (USA) | Miriam Véliz (MEX)   |
| Mar del Plata 1995 | Denise Parker (USA) | Janet Dykman (USA)  | Marisol Bretón (MEX) |

#### Damernas tävling – 60 meter
| 60 meter           | Guld                | Silver                   | Brons                  |
| Caracas 1983       | Ruth Rowe (USA)     | Deborah Ochs (USA)       | Aurora Bretón (MEX)    |
| Havanna 1991       | Denise Parker (USA) | Jennifer O'Donnell (USA) | Alejandra García (MEX) |
| Mar del Plata 1995 | Denise Parker (USA) | Ruth Rowe (USA)          | Marisol Bretón (MEX)   |

#### Damernas tävling – 70 meter
| 70 meter           | Guld                      | Silver              | Brons                |
| Caracas 1983       | Ruth Rowe (USA)           | Deborah Ochs (USA)  | Aurora Bretón (MEX)  |
| Havanna 1991       | Denise Parker (USA)       | Kitty Frazier (USA) | Aurora Bretón (MEX)  |
| Mar del Plata 1995 | Jacquelin Fernández (CUB) | Denise Parker (USA) | Marisol Bretón (MEX) |

#### Herrarnas tävling – 30 meter
| 30 meter           | Guld                  | Silver                 | Brons                |
| Caracas 1983       | Jerry Pylypchuk (USA) | Richard McKinney (USA) | Alfonso Donate (CUB) |
| Havanna 1991       | Edwin Eliason (USA)   | Jay Barrs (USA)        | Ricardo Rojas (MEX)  |
| Mar del Plata 1995 | Victor Wunderle (USA) | Edwin Eliason (USA)    | Robert Rusnov (CAN)  |

#### Herrarnas tävling – 50 meter
| 50 meter           | Guld                  | Silver                | Brons               |
| Caracas 1983       | Darrell Pace (USA)    | Jerry Pylypchuk (USA) | Carlos Mesa (MEX)   |
| Havanna 1991       | Eric Brumlow (USA)    | Miguel León (CUB)     | Ricardo Rojas (MEX) |
| Mar del Plata 1995 | Victor Wunderle (USA) | Edwin Eliason (USA)   | Robert Rusnov (CAN) |

#### Herrarnas tävling – 70 meter
| 70 meter           | Guld                | Silver              | Brons                    |
| Caracas 1983       | Edwin Eliason (USA) | Darrell Pace (USA)  | Renato Emilio (BRA)      |
| Havanna 1991       | Darrell Pace (USA)  | Eric Brumlow (USA)  | Eduardo Messmacher (MEX) |
| Mar del Plata 1995 | Robert Rusnov (CAN) | Butch Johnson (USA) | Edwin Eliason (USA)      |

#### Herrarnas tävling – 90 meter
| 90 meter           | Guld                | Silver                  | Brons                  |
| Caracas 1983       | Darrell Pace (USA)  | Richard McKinney (USA)  | Daniel Desnoyers (CAN) |
| Havanna 1991       | Eric Brumlow (USA)  | Jay Barrs (USA)         | Ricardo Rojas (MEX)    |
| Mar del Plata 1995 | Robert Rusnov (CAN) | Jeannot Robitaile (CAN) | Pablo Blasgall (ARG)   |